# Raumünzach
Raumünzach ist ein Wohnplatz der Gemeinde Forbach im Nordschwarzwald, der 1775 durch Waldarbeiter gegründet wurde. Die Siedlung mit zirka 30 Bewohnern liegt an der B 462 und dem Abzweig der L 83 nach Hundsbach und zur Schwarzenbachtalsperre sowie an der Mündung des gleichnamigen Gebirgsbaches in die Murg.

## Lage
Der Ort liegt in den engen, felsigen Talgründen der Murg und der dort einmündenden Raumünzach. Er ist namensgebend für den Raumünzach-Granit des Nordschwarzwälder Granitmassivs, der hier in einem Steinbruch der Firma VSG-Schwarzwald-Granit-Werk abgebaut wird. Wenige hundert Meter talaufwärts an der L 83 bildet eine Häusergruppe den Wohnplatz Raumünzach-Siedlung. Oberhalb des Ortes liegt der einstige Raumünzacher Wasserfall des Schwarzenbaches an dessen Einmündung in die Raumünzach. Er ist durch Wasserentzug für das Rudolf-Fettweis-Werk ab der Schwarzenbachtalsperre nahezu trocken gefallen. Beide Bäche und die Murg wurden früher zur Holztrift genutzt. Unterhalb des Wasserfalls befindet sich ein zum Rudolf-Fettweis-Werk gehörendes Wasserkraftwerk.

## Verkehr
Raumünzach hat einen Bahnhof an der Murgtalbahn. Nach der Auflassung in den 1980er Jahren wurden die Gleisanlagen zurückgebaut, und in das ehemalige Empfangsgebäude zog ein Antiquitätenhandel ein. Wenig unterhalb davon wurde im Jahr 2003 beim Umbau der Strecke für den Betrieb der Stadtbahn Karlsruhe wieder ein Bahnhof erstellt. Wanderer können von dort aus Hundsbach, Forbach oder den Schwarzenbachstausee erreichen, dessen Betonstaumauer mit Raumünzach-Granit verkleidet ist. Ferner führt durch den Ort der Radwanderweg Tour de Murg. Im ehemaligen Schulgebäude befindet sich ein Pfadfinderzentrum. Das Hotel Wasserfall wird nicht mehr bewirtschaftet.

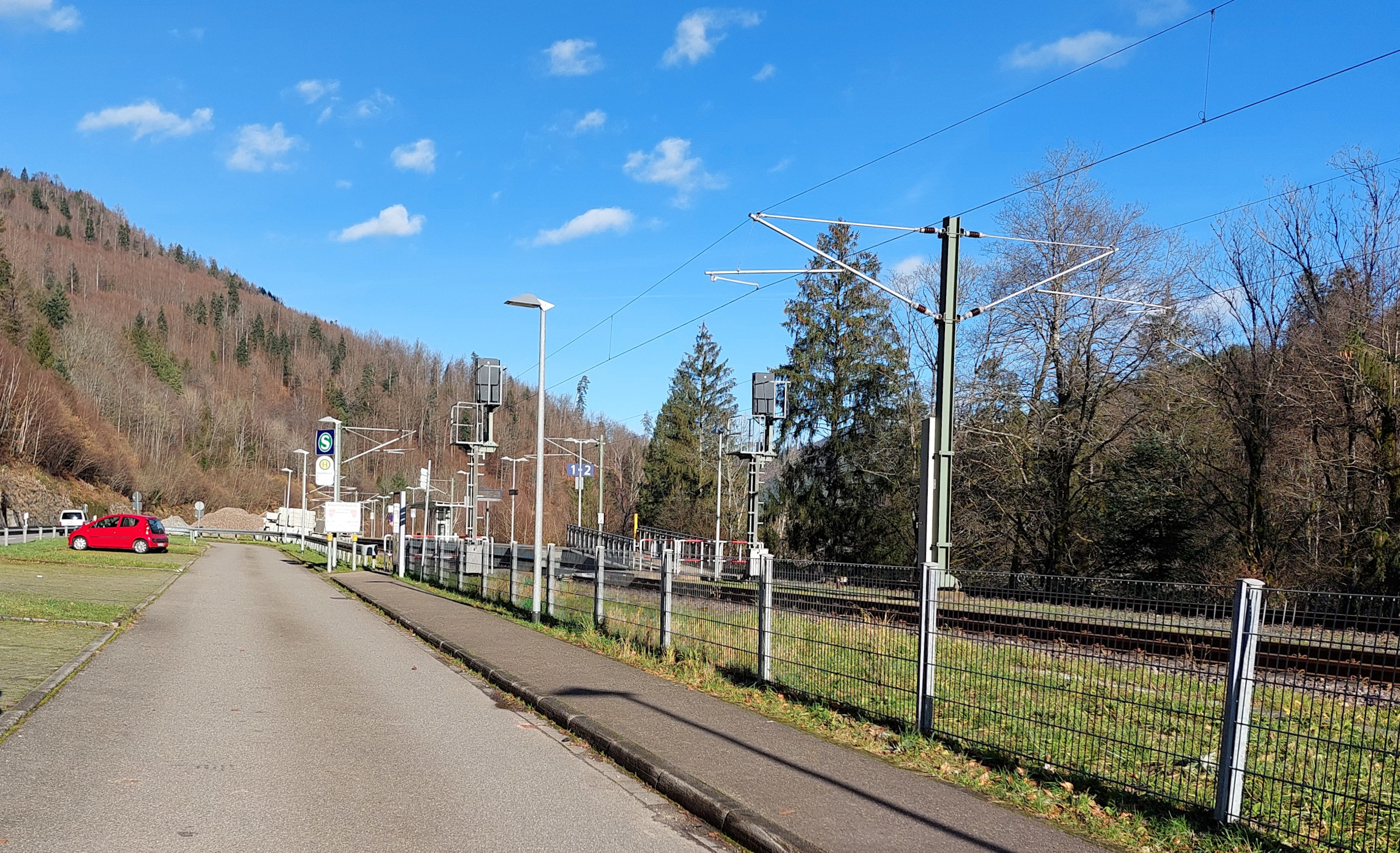
Bahnhof Raumünzach
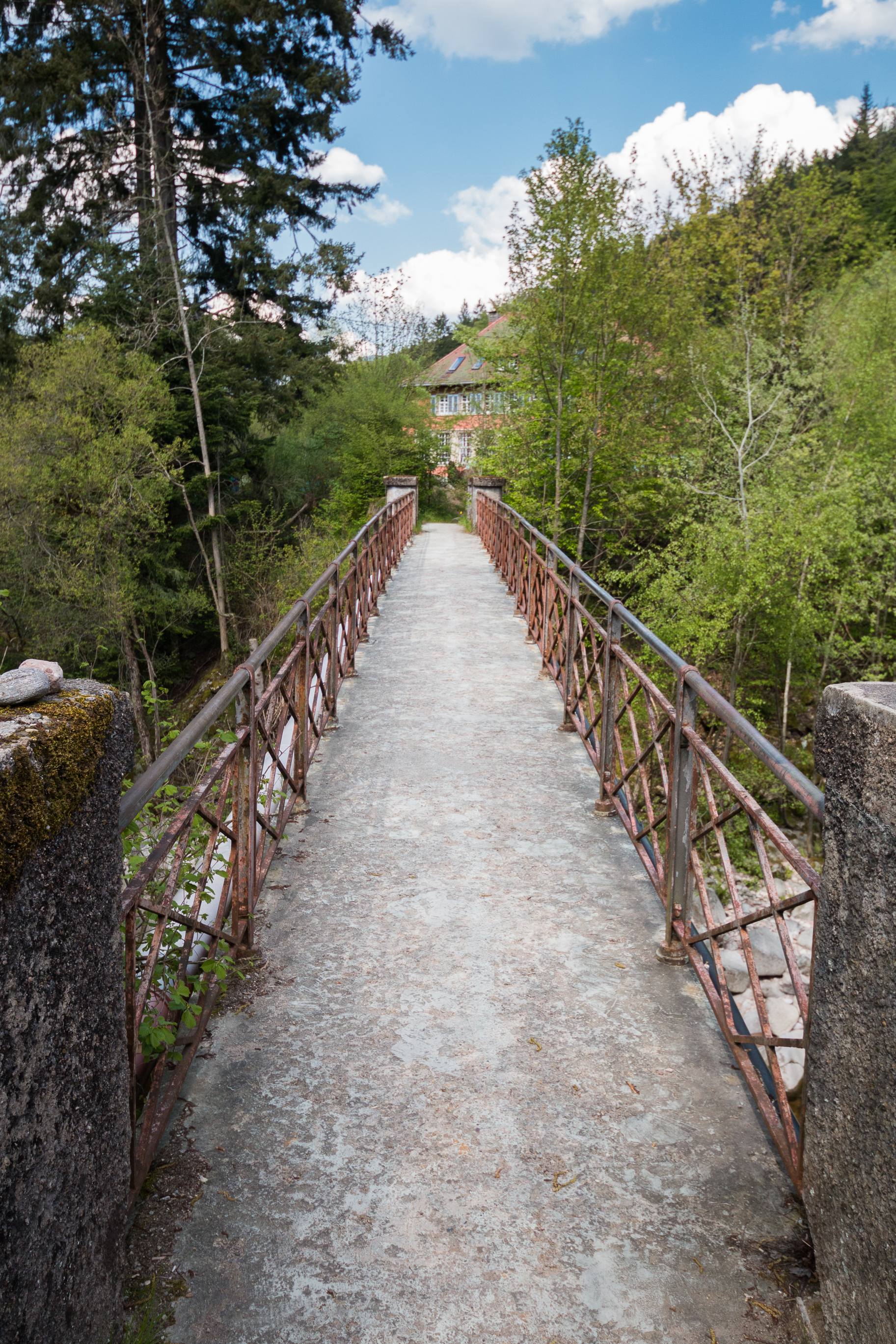
Steg über die Murg zum Pfadfinderzentrum
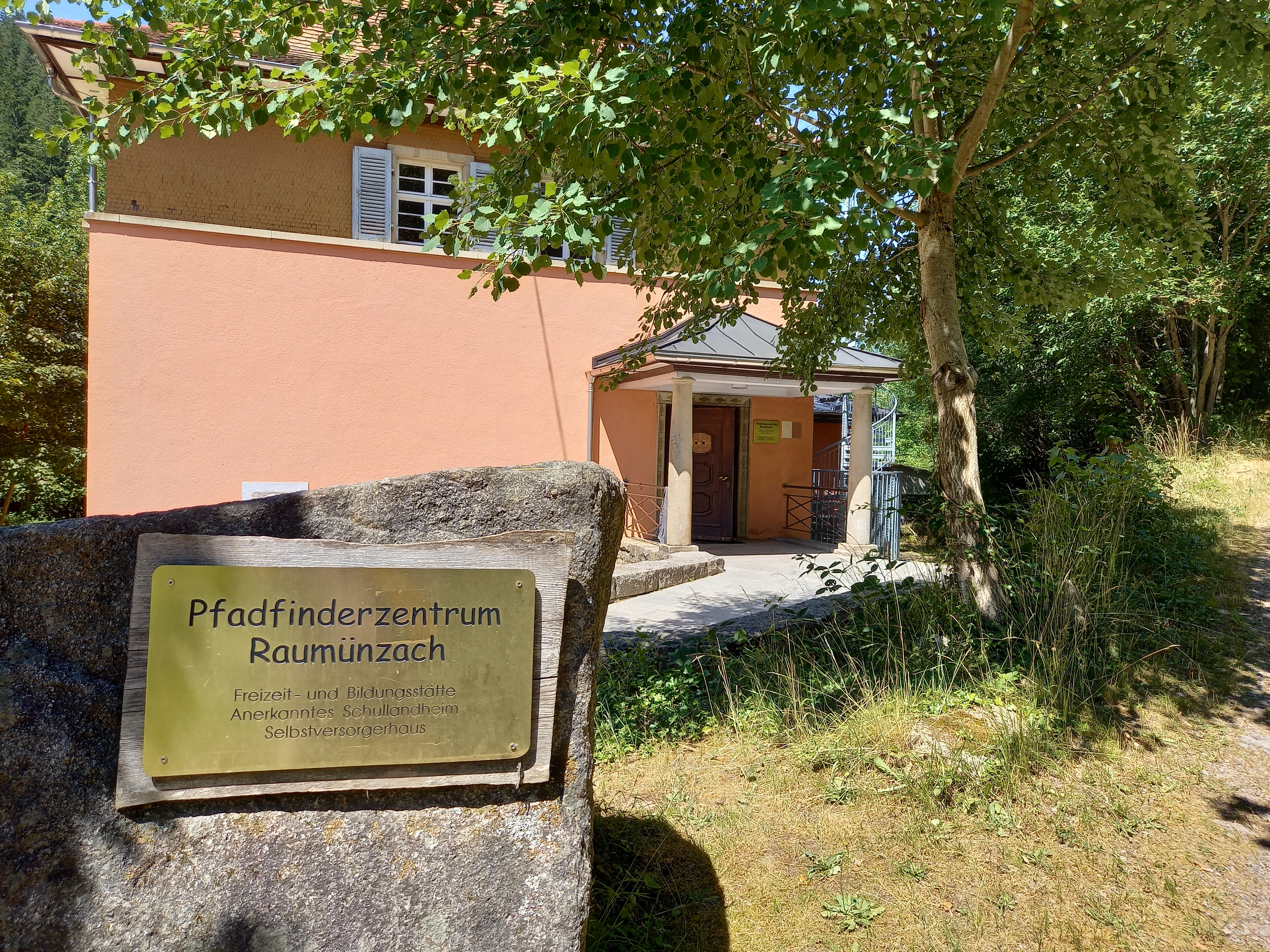
Das Pfadfinderzentrum
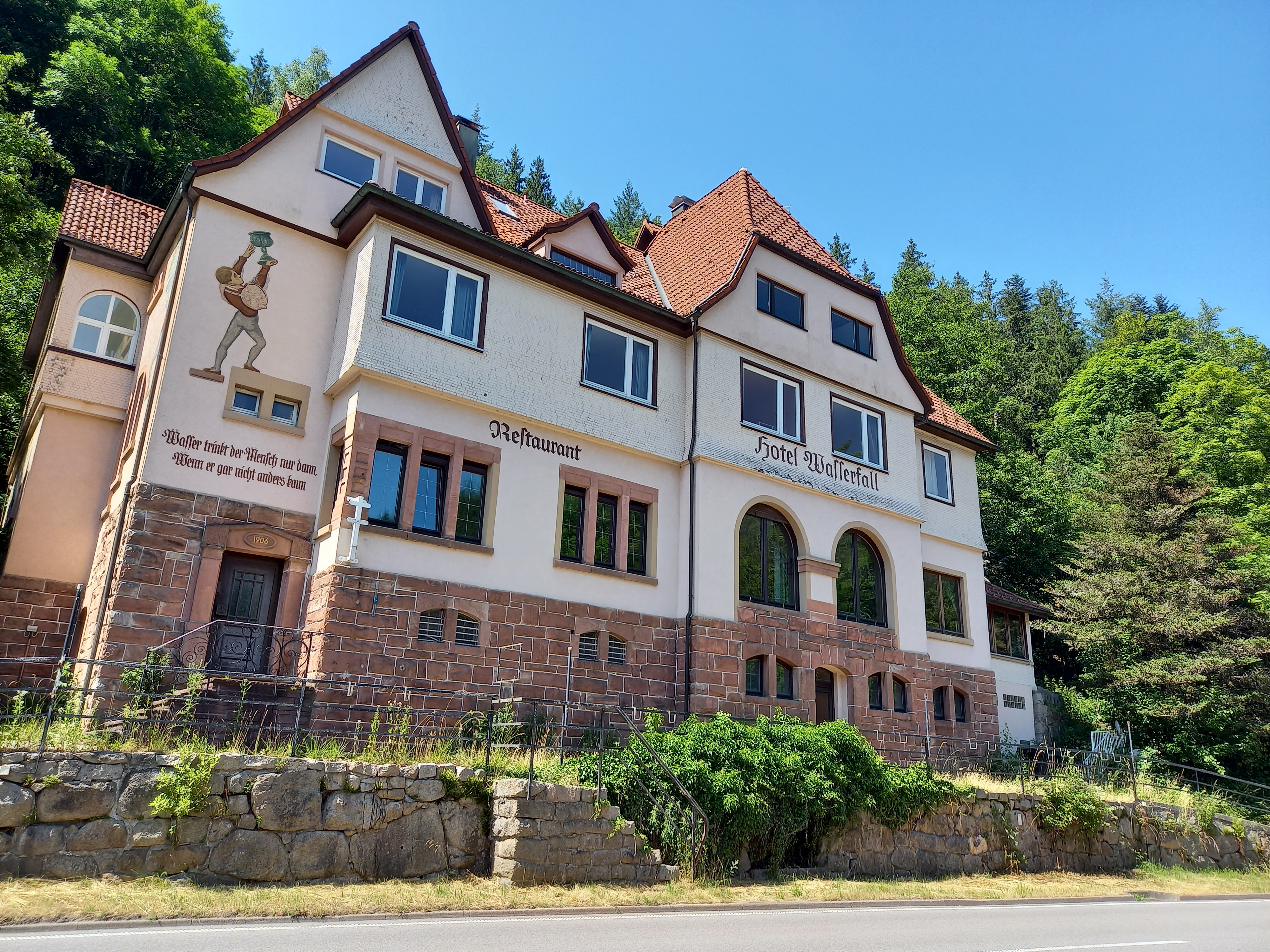
Hotel Wasserfall
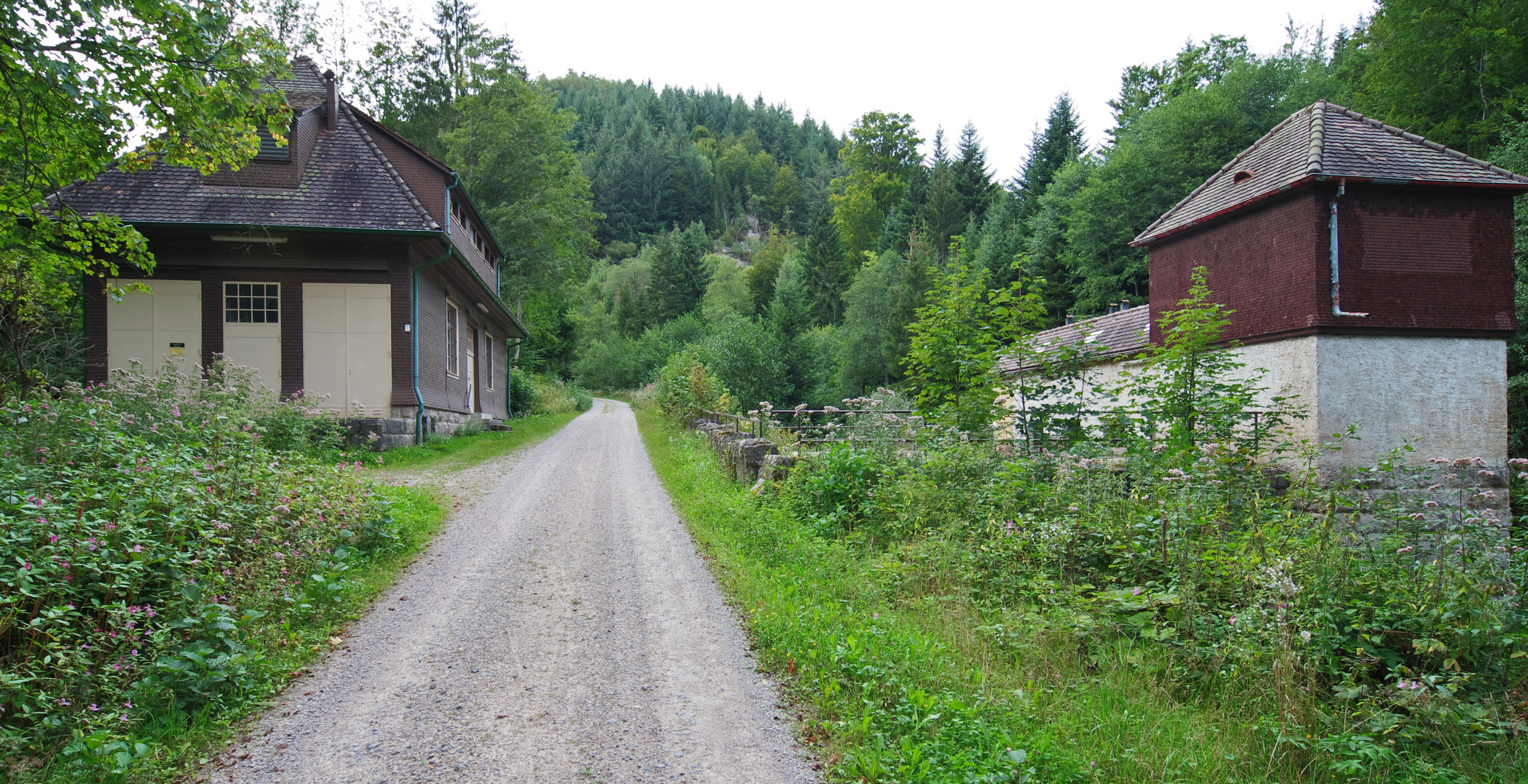
Kraftwerk Raumünzach
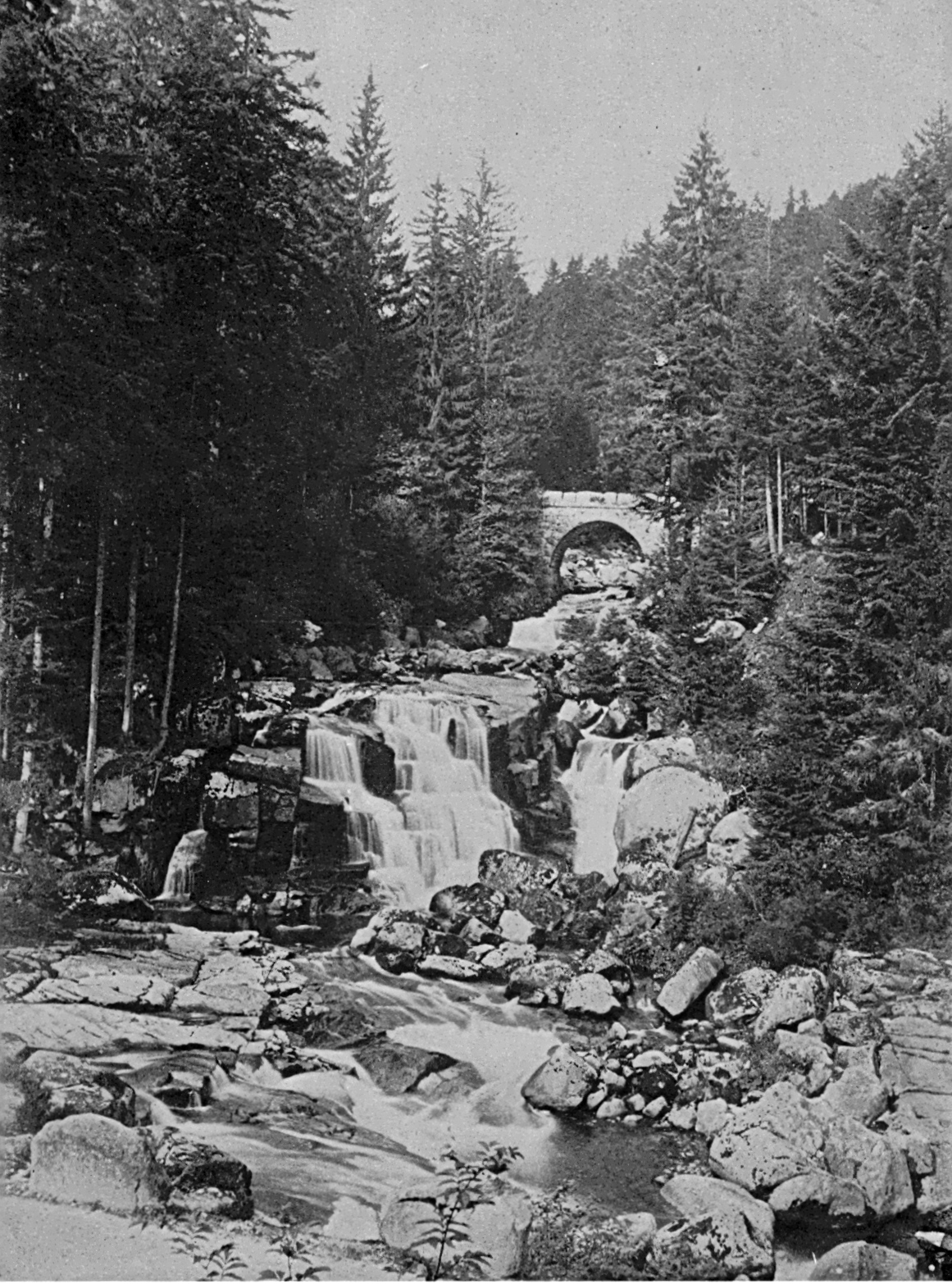
Fall des Schwarzenbachs in die Raumünzach (zeitlich vor dem Wasserentzug durch das Murgkraftwerk)